# Dichaea rendlei
Dichaea rendlei là một loài thực vật có hoa trong họ Lan. Loài này được Gleason mô tả khoa học đầu tiên năm 1927.